# Derince
Derince este un district în provincia Kocaeli, regiunea Marmara, Turcia. Este înfrățit cu orașul român Hunedoara.